# Josefa Texidor Torres
Josefa Texidor i Torres (cunoscută și ca Pepita Texidor și Teixidor; n. 17 noiembrie 1865, Barcelona, Catalonia, Spania – d. 8 februarie 1914, Barcelona, Catalonia, Spania) a fost o pictoriță spaniolă.
Născută la Barcelona în 1865, Torres a fost instruită de tatăl ei, José Texidor Busquets, de fratele ei, Modest Texidor Torres, iar mai târziu a studiat cu Francesc Miralles⁠(d). Fratele ei dorea ca ea să se dedice picturii de portrete, însă Pepita a preferat, încă de la început, utilizarea acuarelelor și pictarea florilor cultivate. Pepita a fost instruită în muzică, canto și pictură și a călătorit des. A rămas singură și s-a dedicat familiei și activităților caritabile. A participat la numeroase expoziții la Barcelona și la Expoziția Universală de la Paris din 1900, unde a primit o medalie de argint pentru picturile cu flori Primăvara și Toamna. A fost numită membru de onoare al „Union des femmes peintres et sculpteurs”. A murit la vârsta de 49 de ani la Barcelona în 1914, după un an de boală severă.
La 21 mai 1914 au început întâlnirile pentru comandarea unui bust pentru Parcul de la Ciutadella⁠(d). A fost organizată o tombolă pentru a strânge fonduri prin vânzarea de tablouri de către tatăl și fratele ei, alături de lucrări ale unor pictori ai vremii precum Lluïsa Vidal⁠(d), Isabel Baquero, Rafaela Sánchez Aroca, Visitació Ubach, Ramon Casas⁠(d), Claudi Lorenzale⁠(d), Santiago Rusiñol, Modest Urgell, Apel·les Mestres, etc.; precum și lucrări ale artiștilor decedați, precum Fortuny, Martí Alsina, Vayreda⁠(d) etc. Apel·les Mestres i-a dedicat o poezie pe care a împărtășit-o tuturor celor care au participat la actul inaugural. Bustul a fost proiectat de Manuel Fuxá și a fost inaugurat la 14 octombrie 1917.
În martie 1909, publicația La Vanguardia, a recenzat o compoziție muzicală a Pepitei Texidor – „Lola”, o grațioasă habanera pentru pian. A fost lăudată pentru „talentul ei rafinat” atât din punct de vedere al culorilor, cât și al sunetelor. Piesa a fost editată de Musical Emporium, iar coperta a fost proiectată de Alexandre de Riquer⁠(d) cu o figură feminină în ipostaza de dans.

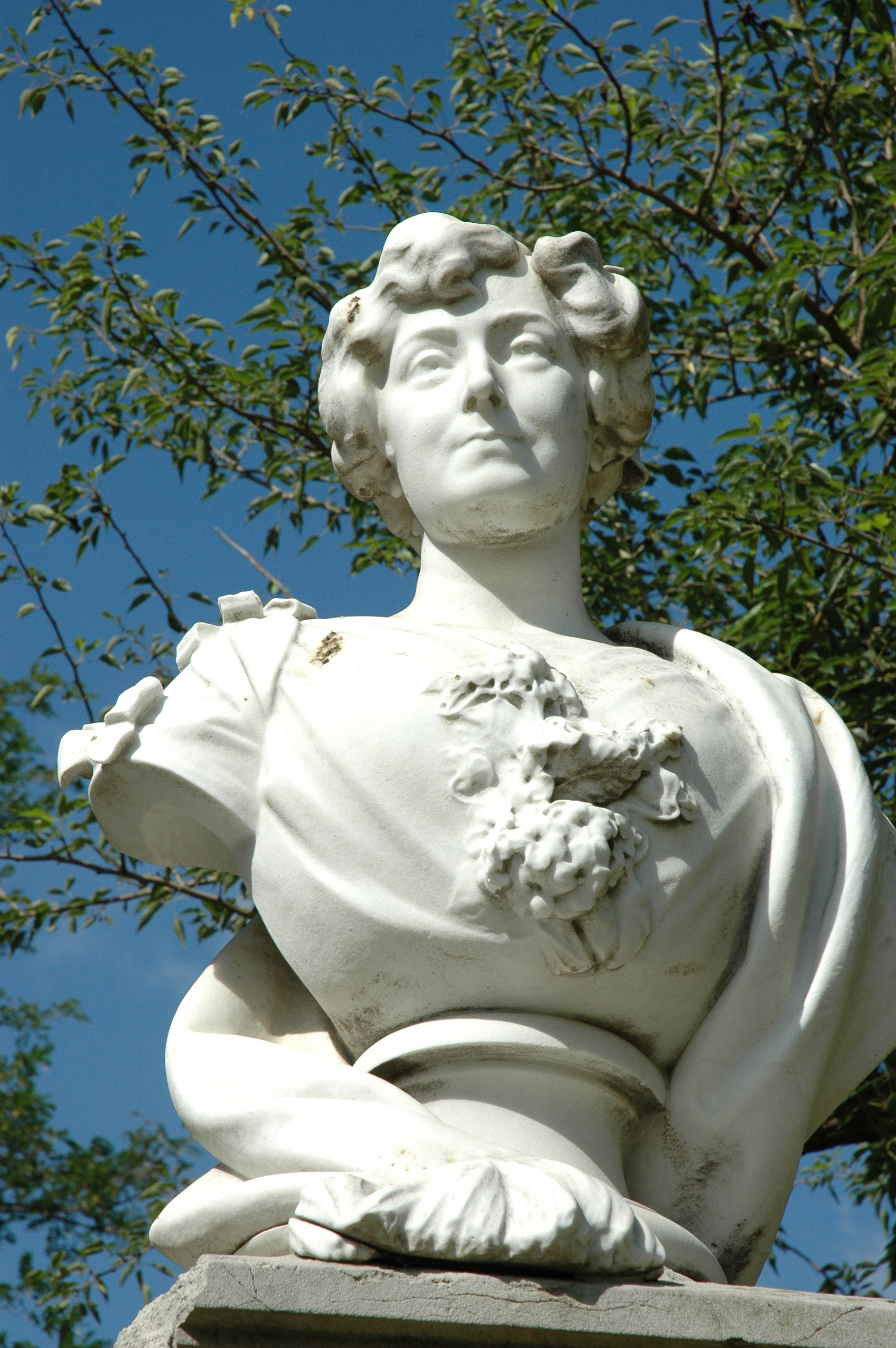
Statuia Pepitei Texidor în, opera lui Manuel Fuxà (1917)